# Ameletus imbellis
Ameletus imbellis is een haft uit de familie Ameletidae. De wetenschappelijke naam van de soort is voor het eerst geldig gepubliceerd in 1952 door Day.
De soort komt voor in het Nearctisch gebied.